# Заркуа, Малхаз
Малхаз Заркуа (груз. მალხაზ ზარქუა, род.19 февраля 1986) — грузинский борец вольного стиля, призёр чемпионатов Европы.

## Биография
Родился в 1986 году в Зугдиди. В 2002 году завоевал серебряную медаль первенства Европы среди кадетов. В 2003 году выиграл первенство Европы среди кадетов. В 2005 году стал обладателем серебряных медалей первенств Европы и мира среди юниоров.
В 2010 году стал серебряным призёром чемпионата Европы. В 2012 году завоевал бронзовую медаль чемпионата Европы, но на Олимпийских играх в Лондоне стал лишь 9-м.